# Ruun
Albums de Enslaved
Isa
(2004) Vertebrae
(2008)
Ruun est le neuvième album studio du groupe de Black metal norvégien Enslaved. L'album est sorti le 22 mai 2006 sous le label Candlelight Records.
L'album a remporté le Spellemann award norvégien dans la catégorie « meilleur album de metal de l'année ».

## Musiciens
- Grutle Kjellson - Chant, Basse
- Ivar Bjørnson - Guitare
- Arve Isdal - Guitare
- Herbrand Larsen - Claviers
- Cato Bekkevold - Batterie

## Liste des morceaux
1. Entroper – 6:21
2. Path to Vanir – 4:25
3. Fusion of Sense and Earth – 5:00
4. Ruun – 6:49
5. Tides of Chaos – 5:16
6. Essence – 6:18
7. Api-Vat – 6:57
8. Heir to the Cosmic Seed – 4:55